# Le Jardin des tortures
Pour plus de détails, voir Fiche technique et Distribution.
Le Jardin des tortures (Torture Garden) est un film d'horreur britannique réalisé par Freddie Francis, sorti en 1967.

## Synopsis
Le mystérieux docteur Diabolo promet à 5 visiteurs de leur révéler leur avenir s'ils acceptent de le suivre dans l'arrière-boutique de son attraction foraine spécialisée dans les instruments de torture. Pour cela, ils doivent le suivre dans le "jardin des tortures" où il les confrontera à Atropos, la déesse du destin représentée par une statue de cire tenant une paire de ciseaux qu’elle s’apprête à rabattre sur une ficelle. Un geste tranchant qui lui permet de dévoiler leur futur, toujours cruel cela va sans dire, aux passants ayant accepté de débourser de folles sommes pour avoir un aperçu d’un avenir de plus en plus incertain. Chacun leur tour, les visiteurs, sans trop y croire, acceptent d'entendre ses prédictions.
- Dans "Enoch", un bon à rien fauché, un certain Colin Williams, rend visite à son oncle atteint d'un mal incurable uniquement pour découvrir la cachette de sa fortune. Le vieil homme meurt lorsque Colin refuse de lui donner un médicament. Mais ce dernier est attaqué par un étrange chat télépathe ayant appartenu à une sorcière, qui s'avère être avide de chair humaine...
- Dans "Terror Over Hollywood", une jeune starlette arriviste, Carla Hayes, veut devenir une star de cinéma. Éprise de Bruce Benthon, l'une des plus grandes célébrités d'Hollywood, la demoiselle finit par découvrir le secret de l'immortalité des stars qui n'ont plus rien d'humain...
- Dans "Mr. Steinway", une journaliste, Dorothy, tombe amoureuse d'un pianiste virtuose et renfermé, Leo. Lorsqu'ils vivent leur romance, son piano, délaissé, se montre de plus en plus jaloux de la jeune femme...
- Dans "The Man Who Collected Poe", un collectionneur fanatique d'Edgar Allan Poe, Ronald Wyatt, assassine un autre fan obsessionnel et autoproclamé plus grand amateur de Poe. Mais Wyatt découvre qu'il l'a ramené à la vie afin de le contraindre à écrire de nouvelles histoires...

Quatre histoires terrifiantes orchestrées par le diabolique docteur Diabolo, qui n'est d'autre que le Diable en personne.

## Fiche technique
- Titre original : Torture Garden
- Titre français : Le Jardin des tortures
- Réalisation : Freddie Francis
- Scénario : Robert Bloch
- Montage : Peter Elliott
- Musique : Don Banks et James Bernard
- Photographie : Norman Warwick
- Production :  Max Rosenberg et Milton Subotsky
- Société de production : Amicus Productions
- Société de distribution : Columbia Pictures
- Pays d'origine :  Royaume-Uni
- Langue originale : anglais
- Format : couleur, 1.85:1
- Genre : horreur
- Durée : 93 minutes
- Date de sortie : 
  -  Royaume-Uni : 10 novembre 1967
  -  France : 27 décembre 1967

## Distribution
- Jack Palance (VF : Raymond Loyer) : Ronald Wyatt
- Burgess Meredith (VF : Claude Dasset) : le Dr Diabolo
- Beverly Adams (en) (VF : Régine Blaess) : Carla Hayes
- Peter Cushing (VF : Robert Marcy) : Lancelot Canning
- Michael Bryant (VF : Philippe Mareuil) : Colin Williams
- John Standing (VF : Claude Nicot) : Leo Winston
- Robert Hutton (VF : Jean-Louis Jemma) : Bruce Benton
- John Phillips (VF : Louis Arbessier) : Eddie Storm
- Michael Ripper (VF : Jean Daurand) : Gordon Roberts
- Bernard Kay (VF : Georges Aminel) : le Dr Heim
- Maurice Denham (VF : Henri Crémieux) : l'oncle Roger
- Ursula Howells (VF : Lita Recio) : Miss Maxine (Marlène en VF) Chambers
- David Bauer (en) (VF : Roger Tréville) : Charles
- Niall MacGinnis (VF : Pierre Collet) : le Dr Silversmith
- Nicole Shelby : Millie
- Roy Stevens : un policier
- Norman Claridge (VF : Jean Brunel) : un passionné d'Edgar Poe
- Geoffrey Wallace (VF : Roger Tréville) : Edgar Allan Poe
- Clytie Jessop : Atropos
- Timothy Bateson (VF : Jean Berton) : le bonimenteur
- Barbara Ewing (en) (VF : Nelly Vignon) : Dorothy (Dorothée en VF) Endicott
- Michael Hawkins (VF : Jean Brunel) : le policier à la recherche d'un vagabond (non crédité)